# Cedar Grove (Virginie-Occidentale)
Pour les articles homonymes, voir Cedar Grove.
Cedar Grove est une ville américaine située dans le comté de Kanawha en Virginie-Occidentale. En 2010, sa population est de 997 habitants.
La ville est fondée dans les années 1770 par Walter Kelly. Lorsque William Tompkins et Rachel Grant, tante d'Ulysses S. Grant, s'y installent en 1844, ils renomment le lieu Cedar Grove en raison d'un « bois de cèdres » (cedar grove en anglais) près de leur maison.